# 康明哲
康 明哲（カン・ミョンチョル、朝鮮語: 강명철、1960年 - ）は、朝鮮民主主義人民共和国の宗教家、政治家。朝鮮基督教連盟中央委員会委員長、最高人民会議常任委員会委員。第3代朝鮮基督教連盟委員長の康永燮は父親。

## 経歴
1960年に第3代朝鮮基督教連盟中央委員会委員長である康永燮の長男として生まれた。南山高等中学校、金日成総合大学を卒業し神学を履修した。朝鮮基督教連盟平壌市委員長を経て、2013年7月に2012年1月に康永燮が他界して以来空位であった朝鮮基督教連盟委員長に就任した。2014年3月に最高人民会議第13期代議員に選出され、最高人民会議常任委員会委員にも選出された。2019年に最高人民会議第14期第1回会議で常任委員に再選された。

## 参考サイト
북한정보포털
| 先代康永燮 | 朝鮮基督教連盟中央委員会委員長2013年 - | 次代現職 |